# Megaphorus prudens
Megaphorus prudens är en tvåvingeart som först beskrevs av Pritchard 1935.  Megaphorus prudens ingår i släktet Megaphorus och familjen rovflugor. Inga underarter finns listade i Catalogue of Life.